# Étang Madère
Pour les articles homonymes, voir Madère (homonymie).
L'étang Madère est un lac situé sur le territoire de la commune de Capesterre-Belle-Eau en Guadeloupe dans les Antilles françaises. Faisant partie du parc national de la Guadeloupe, il est situé après le Grand Étang et l'étang Roche par la trace des étangs.
A 650 m d'altitude, au pied du dôme de La Madeleine, il s'étend sur 510 m de longueur. Il est pratiquement toujours asséché de décembre à juin,.
Comme l'étang Roche, topographiquement, il occupe des dépressions plus vastes que les mares des étages inférieurs ou que les dépressions marécageuses de l'étage supérieur.